# Rivière Mistouk
La rivière Mistouk est un affluent de la Grande Décharge laquelle est traversée par la rivière Saguenay, coulant sur la rive nord-ouest du fleuve Saint-Laurent, successivement dans la municipalité de Labrecque et la ville de Alma, dans la municipalité régionale de comté (MRC) de Lac-Saint-Jean-Est, dans la région administrative de Saguenay-Lac-Saint-Jean, dans la Province de Québec, au Canada.
Le bassin versant de la rivière Mistouk est desservi par l’avenue du Pont Nord, le chemin Saint-Louis, le chemin Saint-François, le chemin de la Grande Ligne, le chemin du 9e rang Ouest et la rue Principale au village de Labrecque,,.
La foresterie constitue la principale activité économique du bassin versant ; l’agriculture, en second.
La surface de la rivière Mistouk est habituellement gelée de la fin novembre au début avril, toutefois la circulation sécuritaire sur la glace se fait généralement de la mi-décembre à la fin mars.

## Géographie
Les principaux bassins versants voisins de la rivière Mistouk sont :
- Côté nord : lac Labrecque, lac Tchitogama, rivière Péribonka, rivière Brûlée, rivière aux Sables ;
- Côté est : ruisseau Gervais, ruisseau Gauthier, rivière des Aulnaies, rivière Shipshaw, rivière à l'Ours, lac La Mothe ;
- Côté sud : Rivière Saguenay, la Grande Décharge, la Petite Décharge, rivière Bédard, rivière Dorval ;
- Côté ouest : rivière aux Harts, rivière Péribonka, rivière Noire, rivière à la Pipe, rivière Taillon, lac Saint-Jean[2].

La rivière Mistouk prend sa source à l’embouchure du lac Labrecque (longueur : 4,9 m) ; altitude : 135 m). Cette source est située au village de Labrecque, à :
- 17,1 km au nord du centre-ville de Alma ;
- 13,5 km au nord de la centrale de L'Isle-Maligne ;
- 19,5 m) au nord-ouest de l’embouchure du lac Saint-Jean ;
- 15,1 km au nord-ouest de l’embouchure de la rivière Mistouk (confluence avec la rivière Saguenay)[2],[5].

À partir de l’embouchure du lac de tête (lac Labrecque) situé au pont de la rue Principale du village de Labrecque, la rivière Mistouk coule sur 17,0 km, surtout en zones forestières, parfois agricoles, selon les segments suivants :
- 5,1 km vers le sud-ouest en passant au nord d’une grande zone de marais, jusqu’au pont du chemin du 9e rang (sens est-ouest) ;
- 1,7 km vers le sud-ouest, jusqu’au chemin de la Grande-Ligne (sens nord-sud) ;
- 4,4 km vers le sud-ouest en traversant les limites de Labrecque et d’Alma, jusqu’au chemin Saint-François ;
- 4,6 km vers le sud-ouest en serpentant et en recueillant les eaux du le Petit Mistouk (venant du nord-ouest), jusqu’au chemin Saint-Louis ;
- 1,2 km vers le sud-ouest en traversant la Chute des Dionne, jusqu’à l’embouchure de la rivière[2].

La rivière Mistouk se déverse dans une baie (longueur : 2,0 km) de la rive nord de la Grande Décharge laquelle est traversée vers l'est par la rivière Saguenay. Cette embouchure est située à :
- 1,7 km au nord-ouest de l’entrée de la baie (rive nord de la Grande Décharge) ;
- 1,6 km au nord-est du centre du village de Saint-Cœur-de-Marie ;
- 7,8 km au nord-ouest de la centrale de l'Île Maligne ;
- 10,8 km au nord-ouest du centre-ville d’Alma ;
- 40 km à l'ouest du barrage de la centrale Shipshaw lequel est traversé par la rivière Saguenay ;
- 50,7 km à l'ouest du centre-ville de Saguenay[2],[6].

Le pont de la route 169 enjambe cette baie à 1,7 km à l'est du centre du village.

## Toponymie
La rivière Mistouk traverse le territoire de l’ex-municipalité de Delisle, dont l'un des secteurs, Saint-Cœur-de-Marie, lequel a été longtemps connu sous le nom de Mistook ou Mistouk ; ses habitants se nommaient Mistoukois.
Le terme « Mistouk » s’avère une variante graphique du mot innu mistik, mistuk signifiant « arbre » ou « bâton », « bois », « morceau de bois » selon que le genre est animé ou inanimé. Plusieurs autres variantes orthographiques ont été répertoriées. Ce nom ferait référence au bois mort que la rivière a pu charrier le long de son parcours. L'arpenteur Edmond Duberger mentionnait en 1861 l'existence de la rivière Mistock.
Le toponyme de « rivière Mistouk » a été officialisé le 5 septembre 1985 à la Banque des noms de lieux de la Commission de toponymie du Québec.